# Lijst van Almeloërs
Deze lijst van Almelo betreft bekende personen die in de Nederlandse stad Almelo zijn geboren.

## Geboren

### A
- Cees van der Aa (1883-1950), schilder, kunsthandelaar
- Hetty van Aar (1948), jeugdboekenauteur
- Michiel Achterhoek (1976), voetballer
- Rohat Agca (2001), voetballer
- Azra Akin (1981), model en Miss World 2002
- Emma Annelie (2002), zangeres

### B
- Judith Baarssen (1978), atlete
- Daniëlle Bakhuis (1982), schrijfster van kinderboeken
- Bert Bakker (1958), D66-politicus
- Maret Balkestein-Grothues (1988), volleybalster
- Paul Bäumer (1976-2013), dj, producer
- Jaap van Bemmelen (1830-1911), hoogleraar scheikunde, KNAW-lid
- Evert Beth (1908-1964), filosoof, logicus
- Yvonne Bijenhof (1966), politica
- Henk Bosch (1922-2011), verzetsstrijder
- Kea Bouman (1903-1998), tennisster
- Wout Brama (1986), voetballer
- Hero Brinkman (1964), voormalig politicus
- Barend Brouwer (1826-1879), advocaat, officier van justitie, liberaal politicus
- Arnold Bruggink (1977), voetballer
- Berry Brugman (1915-1996), kunstschilder
- Daphne Bunskoek (1973), tv-presentatrice en actrice
- Mieke van der Burg (1945), politica
- Wilma Burgers-Gerritsen (1942-1993), beeldhouwer

### C
- Egbert ten Cate (1945),  bankier
- Ritsaert ten Cate (1938-2008), theaterpionier, beeldend kunstenaar

### D
- Anouk Dekker (1986), voetbalster
- Elbert Dijkgraaf (1970), politicus en econoom

### E
- Tom Egbers (1957), sport-presentator
- Korneel Evers (1979), acteur

### F
- Sven Figee (1975), dirigent
- Herman Finkers (1954), cabaretier
- Wilfried Finkers (1957), cabaretier

### G
- Cor Galis (1910-1997), 'de stem der VPRO', radio-omroeper
- Ab Gietelink (1959), schrijver, acteur, regisseur, producent
- Arnold Gorter (1866-1933), kunstschilder, tekenaar

### H
- Bernard ter Haar (1955), topambtenaar
- Loes Haverkort (1981), actrice
- Harry ter Heide (1928-1985), econoom, vakbondsman en hoogleraar aan het Interuniversitair Instituut Bedrijfskunde (IIB) te Delft
- Nienke Helthuis (1997), youtuber
- Cor Hilbrink (1918-1973), ondernemer, verzetsstrijder en sportbestuurder
- Lute Hoekstra (1958), dirigent, klarinettist

### J
- Jan Jans (1893-1963), architect
- Piet Jansen (politicus) (1951), politicus

### K
- Karin Kienhuis (1971), judoka
- Piet Kolthoff (1894-1993), grondlegger van de analytische chemie
- Herman Krikhaar (1930-2010), kunstschilder
- Hendrie Krüzen (1964), voetballer en voetbaltrainer
- Gijs-Jan ter Kuile (1906-1975), jurist en rijksarchivaris
- Lynn Kuipers (2002), handbalster

### L
- Saskia Laaper-ter Steege (1964), parlementslid
- Ilse de Lange (1977), zangeres
- Maurilio de Lannoy (2003), voetballer
- Ben Lesterhuis (1944-2016), atleet
- Henk Letteboer (1916-2002), verzetsstrijder
- Delano Limaheluw (1984), sportjournalist, radio-dj
- Yehudi Lindeman (1938-2022), taalkundige, Holocaustonderzoeker
- Brian van Loo (1975), voetballer (doelman)
- Mark Looms (1981), voetballer
- Frank Löwik (1956-2009), historicus

### M
- Arjen Maathuis (1989), politicus
- Floor-Renée Masselink (1974-2025), actrice
- Ernst Marx (1922-2001), hoogleraar organisatiekunde
- Philipp Christiaan Molhuysen (1870–1944), bibliothecaris
- Lex Mullink (1944), olympisch roeier
- Peter Müllenberg (1987), bokser

### N
- Herma Nap-Borger (1947), parlementslid
- Bé Niegeman-Brand (1921-2013), interieurarchitect
- Herman Nijhof (1949-2025), architect en fotograaf
- Matijn Nijhuis (1974), nieuwslezer NOS, voorheen presentator RTV Oost

### O
- Wubbo Ockels (1946-2014), astronaut
- Mari Carmen Oudendijk (1968), tv-presentatrice
- Reshmie Oogink (1989), taekwondoka

### R
- Gerrit Raedt (1817-1884), langstzittende burgemeester van Hengelo
- Peter Reekers (1981), voetbaltrainer en voormalig profvoetballer
- Maud Roetgering (1992), voetbalster

### P
- Joey Pelupessy (1993), voetballer

### S
- Dick Sanderman (1956), organist en componist
- Frits Schipper (1904-1981), voetballer
- Mark Scholten (1976),  acteur
- Ben Scholtens (1954-1993), surinamist
- Cunera van Selm (1964), sport-presentatrice
- Ferry Slebe (1907-1994), kunstschilder
- Jan Smit (1946), gerechtsdeurwaarder en sportbestuurder, voormalig voorzitter van Heracles Almelo (1998-2017)
- Marnix Smit (1975), voetballer
- Henkjan Smits (1961), tv-presentator (voormalig jurylid Idols)
- Barbara Snellenburg (1975), model
- Tom Stamsnijder (1985), wielrenner
- Alberto Stegeman (1971), programmamaker, journalist, presentator
- Berdien Stenberg (1957), dwarsfluitiste
- Sebastiaan Stöteler (1983), politicus

### T
- Jan Tuttel (1943-2006), natuuractivist, columnist, publicist en tv-presentator/programmamaker

### V
- Jurrian van der Vaart (1985), golfer
- Bertha Valkenburg (1862-1929), schilder
- Bas van Veenendaal (1978), sportpresentator
- Michiel Veenstra (1976), diskjockey
- Charlot Vellener (2001), volleybalster
- Gerard Vloedbeld (1919-2012), journalist
- Herman Vrielink (1936), voetballer

### W
- Jan Wentholt (1851-1930), vice-admiraal, minister
- Kirsten Wild (1982), wielrenster

### Z
- Jessica Zeylmaker (1982), actrice
- Eddy Zoëy (1967), tv-presentator en zanger